# Гегидзе, Бидзина
Бидзина Гегидзе (груз. ბიძინა გეგიძე, род. 3 марта 1958, Чохатаурский муниципалитет, Грузинская ССР) — грузинский инженер, спортсмен, государственный и политический деятель. Депутат парламента Грузии VI созыва (2016—2020). Мастер спорта Советского Союза по регби. 

## Биография
Родился 3 марта 1958 года в Чохатаурском районе, Грузинской ССР. 
Образование высшее. В 1980 году завершил обучение в Грузинском политехническом институте, получил специальность инженер.
С 1978 по 1981 годы являлся успешным игроком в регби. Мастер спорта Советского Союза. Трёхкратный обладатель Кубка Грузии по регби, бронзовый призёр чемпионата СССР 1981 года.  
С 1980 по 1990 годы работал конструктором Проектного института. С 1990 по 1992 годы трудился менеджером в коммерческой фирме "Атинати". С 1991 по 1992 годы - менеджер проектов коммерческого отдела Министерства иностранных дел Грузии. С 1993 по 1995 годы работал в должности генерального директора ООО "Гумари". 
В 1996 году стал основателем грузинской компании по производству вина и алкогольных напитков "PS". Руководил которой до 2004 года. С 2002 по 2006 годы являлся членом Тбилисского городского совета. 
В 1995 году основал киностудия "Айси". Является продюсером художественного фильма "Призраки прошлого. 
С 2014 по 2016 годах работал в должности заместителя генерального директора "Почты Грузии". 
Основатель партии "Новые права", общественных движений "Защитим Грузию" и "Народный патруль". Принимал участие в боевых действиях в Абхазии.
С 2016 по 2020 годы был депутатом парламента Грузии 6-го созыва от избирательного блока "Грузинская мечта - Демократическая Грузия" по Тбилисскому мажоритарному округу.

## Спортивные достижения
- 1978 — обладатель Кубка Грузии по регби;
- 1979 — обладатель Кубка Грузии по регби;
- 1980 — обладатель Кубка Грузии по регби;
- 1981 — бронзовый призёр Чемпионата СССР по регби.